# Józef Jeremski
Józef Jeremski (ur. 1886 w Łodzi, zm. 1942) – polski pisarz, dziennikarz, pracownik w policji.
Urodzony w Łodzi. W wieku 13 lat podjął pracę w fabryce bawełny. W czasie I wojny światowej brał udział w zamachu na carskiego urzędnika, co spowodowało konieczność ucieczki z Łodzi. Po odzyskaniu niepodległości przez Polskę pracował jako sekretarz w policji. Następnie rozwinął karierę dziennikarską i pisarską. Został rozstrzelany przez Niemców w marcu 1942, prawdopodobnie na terenie obozu pracy Treblinka I.
Jeremski znany jest jako autor sześciu powieści (oraz jednego poematu). Część powieści Jeremskiego można zaliczyć do kryminalnych, pozostałe są nasycone problematyką społeczną ze szczególnym uwzględnieniem żywych wówczas ruchów socjalistycznych. Przed II wojną światową publikowany (książki miały po kilka wydań) i chętnie czytany, po 1945 r. jego dorobek został zupełnie zapomniany.
Książki Józefa Jeremskiego są sukcesywnie wznawiane od 2014 roku w ramach serii ''Kryminały przedwojennej Warszawy'' oraz Polski kryminał retro.

## Utwory
- Bratobójcy: powieść (Warszawa, Bibljoteka Groszowa, 1930)
- Fjoletowe oczy: powieść (Warszawa, Bibljoteka Groszowa, 1930)
- Tajemnica komisarza policji: powieść (Warszawa, Bibljoteka Groszowa, 1930; wznowiona w 2014)
- Zezowate oko: powieść (Warszawa, Bibljoteka Echa Polskiego, 1933; wznowiona w 2014)
- Przekleństwo życia: powieść (Warszawa, Wydawnictwo Współczesne, 1933)
- Janek Koja: powieść (Warszawa, 1933)
- Ludzie z parteru: powieść (Warszawa, Powszechna Spółka Wyd. „Płomień”, 1936)
- Włókniarze: (Warszawa, Wydawnictwo Współczesne, 1936)